# Бернс (Теннессі)
Бернс (англ. Burns) — місто (англ. town) в США, в окрузі Діксон штату Теннессі. Населення — 1573 особи (2020).

## Географія
Бернс розташований за координатами 36°3′1″ пн. ш. 87°17′53″ зх. д. / 36.05028° пн. ш. 87.29806° зх. д. (36.050223, -87.297973).  За даними Бюро перепису населення США в 2010 році місто мало площу 9,69 км², з яких 9,67 км² — суходіл та 0,02 км² — водойми.

## Демографія
Згідно з переписом 2010 року, у місті мешкало 1468 осіб у 586 домогосподарствах у складі 404 родин. Густота населення становила 152 особи/км².  Було 636 помешкань (66/км²).
Расовий склад населення:
| - 96,1 % — білих - 1,6 % — чорних або афроамериканців - 0,3 % — корінних американців |

До двох чи більше рас належало 1,3 %. Частка іспаномовних становила 1,8 % від усіх жителів.
За віковим діапазоном населення розподілялося таким чином: 24,5 % — особи молодші 18 років, 60,3 % — особи у віці 18—64 років, 15,2 % — особи у віці 65 років та старші. Медіана віку мешканця становила 39,9 року. На 100 осіб жіночої статі у місті припадало 93,2 чоловіків;  на 100 жінок у віці від 18 років та старших — 90,7 чоловіків також старших 18 років.
Середній дохід на одне домашнє господарство  становив 53 873 долари США (медіана — 45 104), а середній дохід на одну сім'ю — 65 537 доларів (медіана — 51 583). Медіана доходів становила 42 750 доларів для чоловіків та 34 650 доларів для жінок. За межею бідності перебувало 18,5 % осіб, у тому числі 26,8 % дітей у віці до 18 років та 14,7 % осіб у віці 65 років та старших.
Цивільне працевлаштоване населення становило 585 осіб. Основні галузі зайнятості: освіта, охорона здоров'я та соціальна допомога — 26,2 %, роздрібна торгівля — 17,9 %, виробництво — 14,7 %.